# 政 (必殺シリーズ)
花屋の政（はなやのまさ）、および鍛冶屋の政（かじやのまさ）は、必殺シリーズに登場した仕事人の一人。初登場作品は『必殺仕事人V』。村上弘明が演じた。

## キャラクター
当初の表の稼業は花屋。『必殺仕事人V・激闘編』以降は転職して鍛冶屋（鍋や釜を作る野鍛冶）になる。初登場時の設定年齢は24歳。
佐渡島の出身。幼いころの名は政吉。父の政吉（息子と同名）も仕事人であったが政の少年時代に役人の手で処刑された。以後生け花の師匠で女仕事人のお京（野際陽子）の元で育てられた。後に、お京が父を役人に売り飛ばしたと知った政は過去との決別のためお京を自ら葬った（『必殺仕事人V』第5話）。女スリから財布に名前と住所を書いた木札を付けている理由を聞かれた際に「子供のころの自分がよく落し物をするせいで、母親が付けてくれたが、その母親も自分が殺してしまった」と話しており、お京のことが心の傷となって残っていることを窺わせる（『必殺仕事人V・風雲竜虎編』第4話）。
時代劇の登場人物としては珍しく髷を結っていないが、必殺シリーズでは髷を結わないキャラクターは若手の殺し屋の定番であり、仕事人シリーズでは当初飾り職人の秀（三田村邦彦）がこのポジションであったが、『必殺仕事人V』より政が引き継いだ。当時の村上弘明は時代劇を敬遠しており、政役としてオファーがあった際は「髷は結わなくていいから」と説得されたという。なお、秀とキャラクターが被るため、同時出演の際はどちらかのイメージが変えられることになる。そのため映画『必殺4 恨みはらします』『必殺!5 黄金の血』での政は髷を結っている。
殺し技は当初、折り割った花の枝で悪人の延髄を刺していた（お京と同じ技）。企画の段階では花の枝を悪人の脳天に刺す予定だったが、頭頂部に花が刺さった悪人の姿はあまりに滑稽すぎるために変更された。鍛冶屋に転職した後は『必殺仕置人』の棺桶の錠（沖雅也）が使っていたもの（ローチン）と似た、柄が木製の組換式手槍に持ち替えた。作中の描写では、「自分の柄ではないので（花屋は）辞めた」と本人が語っており、鍛冶屋に転職するとともに技を変えた（『激闘編』）。
金銭には煩い方ではないが、『激闘編』ではぐれ仕事人の壱（柴俊夫）が高い助っ人料を取ることに関連して、何でも屋の加代（鮎川いずみ）が「政は金に煩くなく助かる」と発言した際、激昂しながら「俺だって銭は欲しいよ！」と本音を吐き捨てている。
登場初期は若さ故に感情的に暴走しがちな熱血漢で、秀と比較されがちだったが、徐々に角が取れ、中村主水（藤田まこと）にとって、念仏の鉄（山﨑努）、秀に次ぐ強力な仕事人仲間となった。登場期間が長いため主水とも打ち解け、主水が家に出入りするのも煙たがらず、仕事のための旅の道中では親子のような気軽なやり取りを見せている。
住居は最初、加代と同じ神田の大黒長屋だったが、『激闘編』から『風雲竜虎編』までは、金杉町源兵衛長屋に転居。スペシャル『必殺ワイド・新春 久しぶり!主水、夢の初仕事 悪人チェック!!』（1988年正月）では神田に再び戻った。必殺スペシャル時期には主水との付き合いが加代に次いで長い仲間となり、多くの戦いを経て『必殺スペシャル・新春 大暴れ仕事人! 横浜異人屋敷の決闘』を最後に、主水と組んでの裏稼業を離れた。
恋愛経験も多かったが、その多くが悲恋に終わった。映画『必殺!5 黄金の血』では、霊感少女のお浅のために裏稼業から足を洗っていたが、お浅が地獄組に殺害され、彼女の恨みを晴らそうと憤るが、秀に「自分の血は自分で汚すな。お浅を弔うのがお前のやるべきことだ」と諭される。最終決戦で地獄組頭領の赤目（天本英世）の繰り出す蝙蝠の不意打ちから秀を救うが、その代償で赤目と刺し違え致命傷を負う。外道を葬った後に秀に看取られつつ主水への別れの言葉を託し息を引き取った。この映画に関して村上は「元仕事人で、そして最期は仕事人に戻って死んで行く…」と、自分が演じた役として納得していたようである。
この仕事の前に政は秀に手槍を預けているが、最後の戦いで政は手槍を使っている。これは最後の仕事の直前に秀が政に手槍を返すシーンが予定されていたものの、完成した作品ではそのシーンがカットされたためである。
必殺シリーズ恒例の舞台『納涼必殺まつり』で初登場。同時に登場した組紐屋の竜（京本政樹）とともに、秀と勇次（中条きよし）のコンビを引き継ぐ形で女性視聴者からの人気を獲得し、1980年代後半の第二次仕事人ブームを支える原動力となった。
『必殺仕事人V・激闘編』の前夜祭として特番が放映され、主要出演者の『夢の必殺』が紹介された際、政はターザンのスタイルで密猟者を仕留めるという趣向であった。番組内では村上の希望と言うことになっており、藤田まことから「あれの方がいいじゃない?」言われた村上は「考えておきます」と少し本気の様子を見せた。

## 登場作品

### テレビシリーズ
- 必殺仕事人V（1985年）
- 必殺仕事人V・激闘編（1985年 - 1986年）
- 必殺仕事人V・旋風編（1986年）
- 必殺仕事人V・風雲竜虎編（1987年）

### テレビスペシャル
- 必殺仕事人意外伝 主水、第七騎兵隊と闘う 大利根ウエスタン月夜（1985年正月、『必殺仕事人V』の序章）
- 新春仕事人スペシャル 必殺忠臣蔵（1987年正月）
- 必殺仕事人ワイド 大老殺し 下田港の殺し技珍プレー好プレー（1987年秋）
- 必殺ワイド・新春 久しぶり!主水、夢の初仕事 悪人チェック!!（1988年正月）
- お待たせ必殺ワイド 仕事人vs秘拳三日殺し軍団 主水、競馬で大穴を狙う!?（1988年秋）
- 必殺スペシャル・新春 決定版!大奥、春日野局の秘密 主水、露天風呂で初仕事（1989年正月）
- 必殺スペシャル・春一番 仕事人、京都へ行く 闇討人の謎の首領!（1989年春）
- 必殺スペシャル・秋 仕事人vs仕事人 徳川内閣大ゆれ! 主水にマドンナ（1989年秋）
- 必殺スペシャル・新春 大暴れ仕事人! 横浜異人屋敷の決闘（1990年正月）

### 映画
- 必殺! ブラウン館の怪物たち（1985年）
- 必殺! III 裏か表か（1986年）
- 必殺4 恨みはらします（1987年）
- 必殺!5 黄金の血（1991年）

### 舞台
- 新必殺まつり「からくり猫屋敷」（1984年、京都南座）
- 納涼必殺まつり「琉球蛇皮線恨み節」（1985年、京都南座）

### パチンコ機
- CR必殺仕事人激闘編（2003年、京楽産業.）
- CRぱちんこ必殺仕事人IV（2011年、京楽産業.）
- CRぱちんこ必殺仕事人V（2017年、京楽産業.）